# Transversión

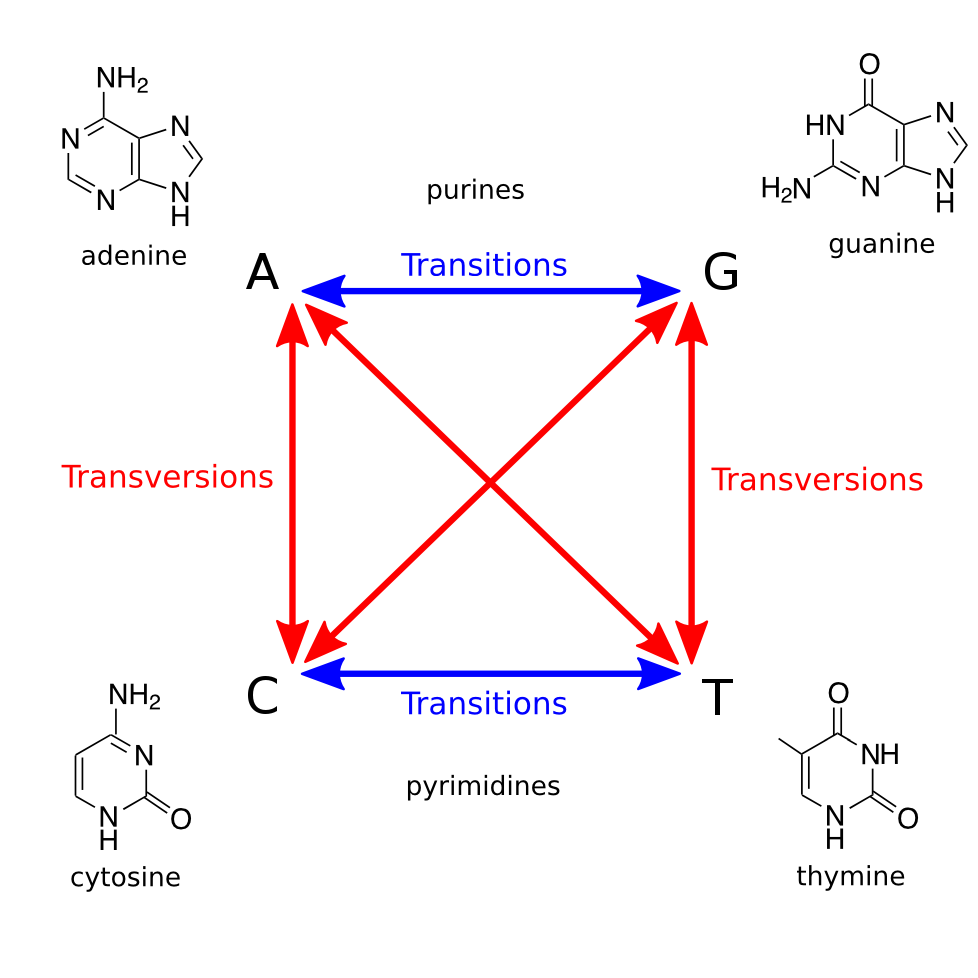
Definición de transiciones y transversiones.

En biología molecular, una transversión es la sustitución de una purina (dos anillos) por una pirimidina (un anillo) o viceversa, en el ácido desoxirribonucleico (ADN).  Una transversión sólo puede ser revertida por una reversión espontánea.
Aunque puede haber dos posibles transversiones pero solo una posible transición, las transiciones son más comunes que las transversiones porque la sustitución de una estructura de un solo anillo por otra de un solo anillo es más probable que el cambio de un doble anillo por un único anillo. Además, las transiciones son menos propensas a provocar sustituciones de aminoácidos (debido a emparejamientos distintos a los de Watson y Crick), y por lo tanto son más probables de persistir en forma de “sustituciones silenciosas” en poblaciones como polimorfismos de nucleótido único (SNPs en inglés).  
El efecto de una transversión o una transición está determinado por la región en la cual ocurre este cambio; por ejemplo, ambos cambios pueden tener un impacto bajo o nulo si se producen en la tercera base de un codón, mientras que si se producen en la primera base el efecto será mayor. Es importante saber que la frecuencia con la que ocurren las transiciones y transversiones no es simétrica, es decir que cada una ocurre en diferentes proporciones.
Las transversiones pueden ser espontáneas, o bien estar causadas por radiación ionizante o agentes alquilantes. Además, en PCR mutagénico se aumenta la incidencia cambiando la concentración de nucleótidos y agregando manganeso a la reacción.